# Križ, Sežana
Križ je naselje v Občini Sežana. Od Sežane je oddaljeno 5 km, od Trsta pa 27 km. Tako kot večina kraških naselij je tudi Križ znan po vinogradništvu.
V Križu so trgovinica, steklarna, dve gostilni, vaški dom, balinišče, dve mehanični delavnici, cerkev in mnogo kmečkih turizmov. Junija 2021 so v drugem poskusu pobude za ustanovitev krajevne skupnosti prejeli svetniško potrdilo, KS naj bi nastala z odcepitvijo od krajevne skupnosti Tomaj. 

## Cerkev sv. Križa
V južnem delu vasi stoji podružnična cerkev Sv. Križa, poleg nje pa tudi stara kašča.
Cerkev je v 17. stoletju prezidana gotska enoladijska cerkev s triosminsko sklenjenim prezbiterijem in je značilen primer arhitekture 17. stoletja na Krasu. Zvonik oglejskega tipa je bil prizidan 1722. Streha je krita s skrlami. V cerkvi je zlati oltar, posvečen leta 1656 ter porton iz leta 1649. Datacija: sredina 15. stol., 1450, sredina 17. stol., 1649, 1651-1656, prva četrtina 18. stol.